# Plogonnec
Plogonnec (en bretó Plogoneg) és un municipi francès, situat a la regió de Bretanya, al departament de Finisterre. L'any 2006 tenia 3.034 habitants.

## Demografia
| 1962                                       | 1968 | 1975 | 1982 | 1990 | 1999 |
| ------------------------------------------ | ---- | ---- | ---- | ---- | ---- |
| 757                                        | 692  | 727  | 751  | 751  | 721  |
| Des de 1962: població sense dobles comptes |      |      |      |      |      |

## Administració
| Període   | Identitat         | Partit |
| --------- | ----------------- | ------ |
| 2001-2008 | Jean-Yves Henry   |        |
| 2008-     | Christian Kéribin |        |